# 사노 리쿠토
사노 리쿠토(일본어: 佐野 陸人, 2001년 2월 21일~)는 일본의 축구 선수이다.

## 구단 경력
그는 2023년 J3리그의 SC 사가미하라에 입단했다.